# Henri Stierlin-Vallon
Henri Stierlin-Vallon   (Lausana, 12 de desembre de 1887 - Lausana, 14 de febrer de 1952) fou un compositor suís.
Va fer els seus estudis a París, Berlín i Londres, havent escrit entre altres obres d'importància, un cor a cappella sobre Les Djinns, de Víctor Hugo, música de cambra i de piano d'un sentiment molt modern.